# Sacrorum antistitum
Le motu proprio Sacrorum antistitum, également appelé « serment antimoderniste », est une forme de profession de foi promulguée par le pape Pie X le 1er septembre 1910. Il rappelle les principaux dogmes catholiques, surtout ceux mis en doute par les modernistes, et devait être juré et signé, en théorie, chaque année par les enseignants, les supérieurs religieux, les prêtres chargés de la pastorale et les clercs accédant aux ordres majeurs, mais, en pratique, par tout le clergé et ce jusqu'à sa suppression en 1967 par Paul VI, à l'occasion de l’Aggiornamento du concile Vatican II.
Il reprenait les points principaux de l'encyclique Pascendi Dominici gregis en s'opposant notamment à l'agnosticisme, l'immanentisme et l'évolutionnisme portés par les modernistes composés - selon Pascendi - d'une combinaison « de philosophes, de croyants, de théologiens, d'historiens, de critiques, d'apologistes et de réformateurs ».
Une « profession de foi et serment de fidélité » similaire est promulguée en 1998 par Jean-Paul II dans sa lettre apostolique Ad tuendam fidem dans le but de garantir la fidélité au Magistère des théologiens et des prêtres tout en organisant des sanctions canoniques à l'encontre des contrevenants.